# جيني أيزنهاور
جيني أيزنهاور (بالإنجليزية: Jennie Elizabeth Eisenhower) هي ممثلة أمريكية، ولدت في 15 أغسطس 1978 في سان كليمينتي في الولايات المتحدة.

## وصلات خارجية
- جيني أيزنهاور على موقع IMDb (الإنجليزية)